# Bembidion rufortinctum
Bembidion rufortinctum är en skalbaggsart som beskrevs av Maximilien de Chaudoir. Bembidion rufortinctum ingår i släktet Bembidion och familjen jordlöpare. Inga underarter finns listade i Catalogue of Life.